# NGC 1315
NGC 1315 je galaksija u zviježđu Eridan.

## Vanjske poveznice
- SEDS: NGC 1315